# اماگائون
اماگائون (به انگلیسی: Amagaon) یک منطقهٔ مسکونی در هند است که در کارناتاکا واقع شده‌است.